# George Franklin Drew

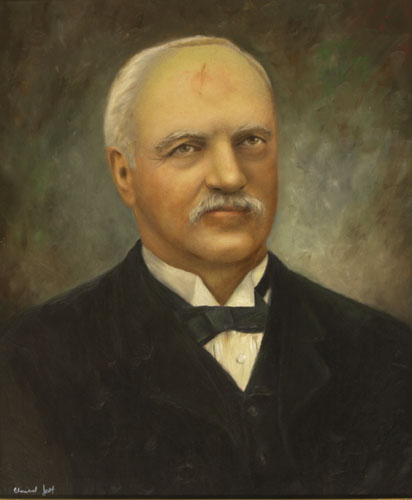
George Franklin Drew

George Franklin Drew, född 6 augusti 1827 i Alton, New Hampshire, död 26 september 1900 i Jacksonville, Florida, var en amerikansk demokratisk politiker. Han var guvernör i delstaten Florida 1877-1881.
Drew flyttade 1847 till Georgia och senare vidare till Florida. Han kandiderade 1872 utan framgång till delstatens senat. Han vann guvernörsvalet i Florida 1876 och efterträdde Marcellus Stearns som guvernör i januari 1877. Han sänkte skatterna och införde ett system där man leasade fångar till privata företag (convict lease system) för att förbättra delstatens ekonomi. Han efterträddes 1881 som guvernör av William D. Bloxham.
Drews grav finns på Evergreen Cemetery i Jacksonville.